# Pływanie na Letnich Igrzyskach Olimpijskich 2020 – 100 m stylem grzbietowym kobiet
100 m stylem grzbietowym kobiet – jedna z konkurencji pływackich, które odbyły się podczas XXXII Igrzysk Olimpijskich w Tokio. Eliminacje miały miejsce 25 lipca, półfinały 26 lipca, a finał konkurencji 27 lipca 2021 roku.

## Terminarz
Wszystkie godziny podane są w czasie japońskim (UTC+09:00) oraz polskim (CEST).
| Data          | Godzina rozpoczęcia | Godzina rozpoczęcia |            |
| Data          | UTC+09:00           | CEST                |            |
| ------------- | ------------------- | ------------------- | ---------- |
| 25 lipca 2021 | 19:02               | 12:02               | Eliminacje |
| 26 lipca 2021 | 11:53               | 4:53                | Półfinały  |
| 27 lipca 2021 | 10:51               | 3:51                | Finał      |

## Rekordy
Przed zawodami rekord świata i rekord olimpijski wyglądały następująco:
| Rekord            | Zawodniczka    | Czas  | Miejsce  | Data            |       |
| ----------------- | -------------- | ----- | -------- | --------------- | ----- |
| Rekord świata     | Kaylee McKeown | 57,45 | Adelaide | 13 czerwca 2021 | [ 2 ] |
| Rekord olimpijski | Emily Seebohm  | 58,23 | Londyn   | 29 lipca 2012   | [ 3 ] |

W trakcie zawodów ustanowiono następujące rekordy:
| Data     | Etap konkurencji      | Zawodniczka    | Czas  | Rekord |
| -------- | --------------------- | -------------- | ----- | ------ |
| 25 lipca | wyścig eliminacyjny 4 | Kylie Masse    | 58,17 | OR     |
| 25 lipca | wyścig eliminacyjny 5 | Regan Smith    | 57,96 | OR     |
| 25 lipca | wyścig eliminacyjny 6 | Kaylee McKeown | 57,88 | OR     |
| 26 lipca | półfinał 1            | Regan Smith    | 57,86 | OR     |
| 27 lipca | finał                 | Kaylee McKeown | 57,47 | OR     |

## Wyniki

### Eliminacje
| Miejsce | Wyścig | Tor | Zawodniczka          | Państwo           | Czas      | Uwagi |
| ------- | ------ | --- | -------------------- | ----------------- | --------- | ----- |
| 1.      | 6      | 4   | Kaylee McKeown       | Australia         | 57,88     | Q,    |
| 2.      | 5      | 4   | Regan Smith          | Stany Zjednoczone | 57,96     | Q     |
| 3.      | 4      | 4   | Kylie Masse          | Kanada            | 58,17     | Q     |
| 4.      | 6      | 5   | Kathleen Dawson      | Wielka Brytania   | 58,69     | Q     |
| 5.      | 6      | 3   | Emily Seebohm        | Australia         | 58,86     | Q     |
| 6.      | 5      | 5   | Rhyan White          | Stany Zjednoczone | 59,02     | Q     |
| 7.      | 5      | 3   | Kira Toussaint       | Holandia          | 59,21     | Q     |
| 8.      | 4      | 3   | Margherita Panziera  | Włochy            | 59,74     | Q     |
| 9.      | 5      | 1   | Peng Xuwei           | Chiny             | 59,78     | Q     |
| 10.     | 5      | 6   | Marija Kamieniewa    | ROC               | 59,88     | Q     |
| 11.     | 4      | 5   | Taylor Ruck          | Kanada            | 59,89     | Q     |
| 12.     | 4      | 7   | Anastasia Gorbenko   | Izrael            | 59,90     | Q     |
| 13.     | 4      | 6   | Anastasija Fiesikowa | ROC               | 59,92     | Q     |
| 14.     | 6      | 2   | Cassie Wild          | Wielka Brytania   | 59,99     | Q     |
| 15.     | 5      | 7   | Maaike de Waard      | Holandia          | 1:00,03   | Q     |
| 16.     | 4      | 1   | Anna Konishi         | Japonia           | 1:00,04   | Q     |
| 17.     | 3      | 2   | Mimosa Jallow        | Finlandia         | 1:00,06   | NR    |
| 18.     | 5      | 8   | Katalin Burián       | Węgry             | 1:00,07   |       |
| 18.     | 6      | 8   | Ingeborg Løyning     | Norwegia          | 1:00,07   |       |
| 20.     | 4      | 8   | Lee Eun-ji           | Korea Południowa  | 1:00,14   |       |
| 21.     | 5      | 2   | Michelle Coleman     | Szwecja           | 1:00,54   |       |
| 22.     | 6      | 7   | Chen Jie             | Chiny             | 1:00,63   |       |
| 23.     | 3      | 5   | Béryl Gastaldello    | Francja           | 1:00,69   |       |
| 24.     | 6      | 1   | Laura Riedemann      | Niemcy            | 1:00,81   |       |
| 25.     | 3      | 3   | Danielle Hill        | Irlandia          | 1:00,86   |       |
| 26.     | 3      | 6   | Stephanie Au         | Hongkong          | 1:01,07   |       |
| 27.     | 4      | 2   | Simona Kubová        | Czechy            | 1:01,35   |       |
| 28.     | 2      | 5   | Tatiana Salcuțan     | Mołdawia          | 1:01,59   |       |
| 29.     | 3      | 8   | Lena Grabowski       | Austria           | 1:01,80   |       |
| 30.     | 3      | 1   | Daryna Zewina        | Ukraina           | 1:01,97   |       |
| 31.     | 2      | 7   | McKenna DeBever      | Peru              | 1:02,09   |       |
| 32.     | 3      | 7   | Isabella Arcila      | Kolumbia          | 1:02,28   |       |
| 33.     | 2      | 4   | Ali Galyer           | Nowa Zelandia     | 1:02,65   |       |
| 34.     | 1      | 5   | Donata Katai         | Zimbabwe          | 1:02,73   |       |
| 35.     | 2      | 6   | Krystal Lara         | Dominikana        | 1:03,07   |       |
| 36.     | 2      | 3   | Celina Márquez       | Salwador          | 1:03,75   |       |
| 37.     | 2      | 1   | Danielle Titus       | Barbados          | 1:04,53   |       |
| 38.     | 2      | 2   | Felicity Passon      | Seszele           | 1:04,66   |       |
| 39.     | 1      | 4   | Maana Patel          | Indie             | 1:05,20   |       |
| 40.     | 2      | 8   | Diana Nazarova       | Kazachstan        | 1:06,99   |       |
| 41.     | 1      | 3   | Kimberly Ince        | Grenada           | 1:10,24   |       |
| 42. !   | 3      | 4   | Louise Hansson       | Szwecja           | 9:99,99 ! | DNS   |
| 42. !   | 6      | 6   | Anastasija Szkurdaj  | Białoruś          | 9:99,99 ! | DNS   |

### Półfinały

#### Półfinał 1
| Miejsce | Tor | Zawodniczka         | Państwo           | Czas    | Uwagi |
| ------- | --- | ------------------- | ----------------- | ------- | ----- |
| 1.      | 4   | Regan Smith         | Stany Zjednoczone | 57,86   | Q,    |
| 2.      | 3   | Rhyan White         | Stany Zjednoczone | 58,46   | Q     |
| 3.      | 5   | Kathleen Dawson     | Wielka Brytania   | 58,56   | Q     |
| 4.      | 7   | Anastasia Gorbenko  | Izrael            | 59,30   | Q,    |
| 5.      | 2   | Marija Kamieniewa   | ROC               | 59,49   |       |
| 6.      | 6   | Margherita Panziera | Włochy            | 59,75   |       |
| 7.      | 8   | Anna Konishi        | Japonia           | 1:00,07 |       |
| 8.      | 1   | Cassie Wild         | Wielka Brytania   | 1:00,20 |       |

#### Półfinał 2
| Miejsce | Tor | Zawodniczka          | Państwo   | Czas    | Uwagi |
| ------- | --- | -------------------- | --------- | ------- | ----- |
| 1.      | 5   | Kylie Masse          | Kanada    | 58,09   | Q     |
| 2.      | 4   | Kaylee McKeown       | Australia | 58,11   | Q     |
| 3.      | 3   | Emily Seebohm        | Australia | 58,59   | Q     |
| 4.      | 6   | Kira Toussaint       | Holandia  | 59,09   | Q     |
| 5.      | 7   | Taylor Ruck          | Kanada    | 59,45   |       |
| 6.      | 2   | Peng Xuwei           | Chiny     | 59,98   |       |
| 7.      | 1   | Anastasija Fiesikowa | ROC       | 1:00,20 |       |
| 8.      | 8   | Maaike de Waard      | Holandia  | 1:00,49 |       |

### Finał
| Miejsce | Tor | Zawodniczka        | Państwo           | Czas  | Uwagi |
| ------- | --- | ------------------ | ----------------- | ----- | ----- |
| 1 !     | 3   | Kaylee McKeown     | Australia         | 57,47 | OR    |
| 2 !     | 5   | Kylie Masse        | Kanada            | 57,72 |       |
| 3 !     | 4   | Regan Smith        | Stany Zjednoczone | 58,05 |       |
| 4.      | 6   | Rhyan White        | Stany Zjednoczone | 58,43 |       |
| 5.      | 7   | Emily Seebohm      | Australia         | 58,45 |       |
| 6.      | 2   | Kathleen Dawson    | Wielka Brytania   | 58,70 |       |
| 7.      | 1   | Kira Toussaint     | Holandia          | 59,11 |       |
| 8.      | 8   | Anastasia Gorbenko | Izrael            | 59,53 |       |